# George Shuffler
George Shuffler, né le 11 avril 1925 à Valdese en Caroline du Nord et mort dans la même ville le 7 avril 2014 (à 88 ans), est un musicien de bluegrass américain. Guitariste et contrebassiste, il est le premier guitariste connu à avoir utilisé la méthode dite du crosspicking. Au cours de sa carrière, il a été amené à travailler aux côtés des groupes The Bailey Brothers et The Stanley Brothers.

## Carrière musicale
Il reçoit sa première guitare à 12 ans et se produit au sein d'églises locales et à l'occasion de concours de talents. Ses inspirations musicales lui viennent de Merle Travis, The Sons of the Pioneers et les Blue Sky Boys. En 1946, après s'être rendu à Granite Falls pour écouter The Bailey Brothers, il est amené, par un concours de circonstances, à se présenter comme volontaire pour accompagner le groupe à la contrebasse, certains membres manquant à l'appel. Décelant son talent, les frères lui proposent une place permanente au sein de leur formation musicale et une tournée à Nashville à l'occasion du Grand Ole Opry radio show, ce que Shuffler accepte. 
Les années suivantes, George retourne à Valdese, se marie, et joue dans différents groupes à travers la Caroline du Nord et le Tennessee, comme les Melody Mountain Boys, Jim & Jesse et les Virginia Boys. En 1951, il est contacté peu après Noël par Carter Stanley, qui s'apprête à monter un nouveau groupe de bluegrass avec son frère, Ralph. Ce dernier lui propose de les accompagner à Versailles dans le Kentucky pour un enregistrement destiné à la chaîne radiophonique WVLK Radio. L'arrivée de George marque le début d'une collaboration longue de vingt ans entre les trois artistes. George, le seul musicien que le duo de frères peuvent salarier à temps plein, les accompagne à la contrebasse et à la guitare. Lorsque les frères fondent les Clinch Mountain Boys, George se joint de nouveau à eux.
Quand Carter Stanley décède en 1966, George poursuit sa carrière avec Ralph pendant plusieurs mois afin de maintenir Clinch Mountain Boys. Avec l'arrivée de Larry Sparks, guitariste et chanteur, George estime qu'il est temps pour lui de céder sa place et se retire du groupe. Puis il accompagne Don Reno et Bill Harrell jusqu'en 1969, enregistrant trois albums en tant que contrebassiste pour King Records.

## Retraite puis retour à la musique
Marié, George est père de quatre enfants, deux fils et deux filles. Après avoir choisi de mettre fin à sa carrière musicale et vendu tous ses instruments dans le courant des années 1970, George Shuffler éprouve une certaine nostalgie en entendant l'une de ses filles chanter dans la chorale d'une église. Il décide alors de relancer sa carrière professionnelle en fondant un groupe de musique mêlant bluegrass et gospel : The Shuffler Family. De nouveaux albums sont enregistrés pour le label Rebel Records et des tournées organisées.

## Crosspicking
Durant les années 1950 et alors qu'il se produit avec The Stanley Brothers, George étudie et travaille son propre style, qui lui permet de produire des éléments rythmiques et mélodiques de façon simultanée. Alors que Jesse McReynolds est le premier musicien à avoir utilisé le crosspicking pour la mandoline, George l'adapte à la guitare acoustique. Par la suite, cette technique innovante influence de nombreux musiciens et devient l'un des éléments caractéristiques du bluegrass. 
Au début pourtant, George ignore encore quelle utilité peuvent avoir de tels accords. Pour cette raison, il n'a recours à sa technique que de manière occasionnelle, notamment lors de solos de guitare acoustique. Les premiers enregistrements où George applique véritablement le crosspicking ne sont réalisés qu'en 1961. La même année, il laisse de côté la contrebasse et prend la guitare comme instrument principal. 
Son travail est remarqué par Chuck Seitz, un ingénieur du label King Records, qui encourage Shuffler à mettre en pratique le crosspicking lors d'enregistrements, malgré l'opposition initiale des frères Stanley, qui finissent par approuver cette méthode. Le style de George est dès lors adopté et est présent dans tous les enregistrements du groupe.

## Distinctions
Il reçoit le Distinguished Achievement Award de l'IBMA en 1996 et le North Carolina Heritage Award en 2007. En 2011, il est intronisé à l'International Bluegrass Music Hall of Fame. Enfin, en 2013, il est intronisé au Bill Monroe Bluegrass Hall of Fame. 

## Décès
George Shuffler meurt le 7 avril 2014 à son domicile de Valdese, quatre jours avant son 89e anniversaire. Peu avant sa mort, un album hommage intitulé The Boy from Valdese, a été enregistré avec Buddy Melton au chant, Milan Miller à la guitare et comme voix de baryton, Terry Baucom au banjo, Adam Steffey à la mandoline, Ron Brasseur à la basse et Carl Jackson comme voix de ténor. 